# John Huggins
John Jerome Huggins, Jr. (11 de fevereiro de 1945 — 17 de janeiro de 1969) foi um ativista estadunidense. Huggins foi o líder do comitê do Partido dos Panteras Negras em Los Angeles que foi assassinado por nacionalistas negros membros da Organização Us no campus da UCLA em janeiro de 1969.

## Primeiros anos
John Huggins nasceu em 11 de fevereiro de 1945 em New Haven, Connecticut, onde frequentou a Hopkins School, embora tenha saído e se formado pela James Hillhouse High School. Ele foi brevemente alistado na Marinha dos Estados Unidos antes de frequentar a Universidade Lincoln (Pensilvânia) no Condado de Chester, Pensilvânia, onde conheceu sua esposa Ericka Huggins. Eles se mudaram para Los Angeles e ambos se envolveram profundamente com o Partido dos Panteras Negras, tendo uma filha, Mai Huggins.

## Morte
No dia 17 de janeiro de 1969, Huggins e o também líder do Partido Bunchy Carter foram mortos a tiros por Claude "Chuchessa" Hubert, 21 anos, nacionalista negro membro da Organização Us durante uma reunião na UCLA. De acordo com uma testemunha, Huggins entrou em uma briga com outro homem; Harold "Tuwala" Jones, 19 anos, quando foi baleado por Hubert. Um memorando do FBI datado de 29 de novembro de 1968 descreveu uma carta que o escritório do FBI em Los Angeles pretendia enviar ao escritório do Partido dos Panteras Negras; a carta, que foi feita para aparecer como se tivesse vinda da Organização Us, descreveu planos fictícios da organização para emboscar os panteras. O memorando do FBI dizia: "Espera-se que essa medida de contra-informação resulte em uma vingança dos 'US' e do PPN". Lary 'Watani' Stiner e seu irmão foram acusados e condenados pelos assassinatos de Huggins e Carter, embora nenhum deles tenha disparado uma arma. Stiner está em liberdade condicional e sempre manteve firmemente sua inocência.